# راداگودا (استان مرکزی)
راداگودا (به لاتین: Radagoda) یک منطقهٔ مسکونی در سری‌لانکا است که در استان مرکزی (سری‌لانکا) واقع شده‌است.